# Maurice Lévy-Leboyer
Pour les articles homonymes, voir Lévy, Maurice Lévy et Leboyer.
Maurice Lévy-Leboyer, né le 10 juin 1920 à Paris et mort dans cette même ville le 27 septembre 2014, est un historien français de l'économie. Dans la nécrologie qu'il lui consacre, Patrick Fridenson le décrit comme « le chef de file des historiens de l’économie de la France dans la génération qui a suivi Fernand Braudel et Ernest Labrousse ».

## Biographie
Il est issu d’une famille de la bourgeoisie juive alsacienne qui pratiquait le négoce viticole à Ribeauvillé (Haut-Rhin). Son père,  victime de la crise du phylloxéra, s’était reconverti dans le commerce des diamants au Chili puis à Paris. Sa mère était peintre. Son frère ainé est Frédérick Leboyer.

### Seconde Guerre mondiale
L’Occupation bouleverse sa vie. Le statut des Juifs imposé par Vichy lui interdit de se présenter à l’École normale supérieure. Il fait des études d’histoire à Caen puis Montpellier, avant de se réfugier à Megève (Haute-Savoie), d’obtenir des faux papiers au nom de Leboyer et de devenir professeur d’histoire dans une école privée.
Il entre dans le réseau de renseignements Alliance. Avec d’autres résistants, il réussit à faire passer en Suisse des groupes d’enfants juifs. En 1944, il participe aux combats pour libérer la Haute-Savoie. En octobre 1944, il est intégré aux services de renseignement qu’il quitte en août 1945, après avoir été, aux côtés de Stéphane Hessel et Daniel Cordier, un des rédacteurs du Livre blanc du BCRA (Bureau central de renseignements et d'action), le service de renseignement et d'actions clandestines de la France libre.

### Études
Il fait des études d’économie à Grenoble et accomplit de longs séjours de recherche à l’étranger. Grâce au conseiller culturel à New York, Claude Lévi-Strauss, il obtient une bourse pour Harvard (au temps de Schumpeter). Il va ensuite à la London School of Economics, puis retourne à Harvard, où il s’est lié avec l’historien Alfred Chandler, le refondateur de l’histoire des entreprises.

### Enseignement
Il est enseignant à l'université Paris Ouest Nanterre La Défense, l'Institut d'études politiques de Grenoble, l'École nationale d'administration, l'Institut d'études politiques de Paris et l'ENSAE ParisTech.
En 1974, il créa avec Jean Bouvier le DEA d'histoire économique. Il présida le Comité pour l'histoire économique et financière de la France (CHEFF), un organisme français rattaché au secrétariat général des ministères économique et financier, créé en 1986 pour contribuer à la recherche en histoire économique de la France. L'arrêté du 28 juillet 2006 modifie les précédents et rattache le Comité à l'IGPDE (Institut de la gestion publique et du développement économique) qui a pour mission de contribuer à une meilleure connaissance de l'histoire de l'État et de son rôle en matière économique, monétaire, financière et industrielle depuis le Moyen Âge jusqu'à nos jours. Il a pour objectif de favoriser, orienter et soutenir la recherche en histoire économique ; constituer des sources documentaires historiques ; assurer la diffusion et la promotion des travaux ; préserver la mémoire des hommes et des métiers des ministères économique et financier.

## Travaux

### L'Histoire de la France industrielle
Maurice Lévy-Leboyer développe l'originalité du modèle d'industrialisation français par rapport au modèle britannique. Il combat toute sa vie la vieille idée d’un retard ou d’un déclin français. En effet, selon lui, la structure de production française s'est particulièrement bien adaptée aux spécificités et structures françaises. Si la France s'est spécialisée dans les productions à hautes valeurs ajoutées, comme la production artisanale de soie des Canuts par exemple, c'est parce que la population française est majoritairement rurale, et n'a donc pas pu rivaliser avec la Grande-Bretagne en jouant sur la productivité. Le paysan français est également artisan, alors que l'exode rural anglais a poussé toute une population à travailler dans des usines. La France ne heurte donc pas de front la concurrence anglaise, elle a plutôt une stratégie de contournement en valorisant son savoir-faire et la qualité de ses produits.

## Publications
- Les Banques européennes et l'industrialisation internationale dans la première moitié du XIXe siècle, PUF, 1964.
- Le Revenu agricole et la rente foncière en Basse-Normandie : étude de croissance régionale, Klincksieck, 1972.
- La Position internationale de la France : aspects économiques et financiers, XIXe – XXe siècles. Association française des historiens économistes, 2 Congrès national, Paris et Nanterre, 5-6 octobre 1973, Éditions de l'EHESS, 1977.
- Le Patronat de la seconde industrialisation, Editions ouvrières & Maison des sciences de l'homme, 1979 (direction).
- L'Économie française au XIXe siècle : analyse macro-économique (avec François Bourguignon), Paris, Economica, coll. « Économie », 1985, III-362 p. (ISBN 2-7178-1024-2, présentation en ligne), [présentation en ligne].
- Multinational enterprise in historical perspective, Cambridge University Press & Maison des sciences de l'homme, 1989 (direction avec Alice Teichovaê et Helga Nussbaum).
- L'Histoire économique et sociale de la France sur 1789-1880 (PUF, participation à deux volumes, 1976-1977.
- L'Histoire de la France industrielle (Larousse, 1996) (direction).
- L'Histoire générale de l'électricité en France (Fayard, tome II, 1995) (direction).
- L'économie française dans la compétition internationale au XXe siècle (Comité pour l'histoire économique et financière de la France, 2007) (co-direction).
- Entre l'État et le marché. L'économie française des années 1880 à nos jours (Gallimard, 1991) (co-direction avec Jean-Claude Casanova).